# Innsbruck
Innsbruck (populație ~140.000) este un oraș din sud-vestul Austriei și capitala provinciei Tirol (populație ~650.000). Situat pe râul Inn, este un centru celebru pentru sporturile de iarnă.
Jocurile Olimpice de Iarnă au avut loc de două ori la Innsbruck, în 1964 și în 1976.

## Nume
Orașul își datorează numele unui pod păzit de pe Inn: acesta a rezultat din combinarea cuvintelor "Inn" și "Brücke", adică „Podul Innului”.

## Istoric
Innsbruck este pomenit ca așezare comercială constituită în apropiere de Mănăstirea Wilten (o veche mănăstire premonstratensă constituită pe ruinele așezării romane Veldidena, în prezent parte a orașului Innsbruck) în documente datând  din secolul al XII-lea.
Prima atestare documentară datează de dinainte de anul 1187. Innsbruck a devenit capitala provinciei Tirol în 1429. Ulterior, tot în secolul al XV-lea, orașul devine un centru politic și cultural european, încât împăratul Maximilian I și-a mutat curtea la Innsbruck în 1490.
În anul 1669 a fost înființată Universitatea din Innsbruck.
În timpul războaielor napoleoniene Tirolul a fost cedat Bavariei, care era aliata Franței. Țăranul tirolez Andreas Hofer a condus armata Tirolului obținând victoria la Berg Isel împotriva Bavariei și aliatei sale, Franța, făcând din Innsbruck centrul său militar și administrativ. Eroul Andreas Hofer a fost executat în Mantua, iar trupul său a fost adus la Innsbruck în 1823 și înmormântat în biserica franciscană.
Din 1943 până în aprilie 1945 orașul Innsbruck a fost bombardat de aviația anglo-americană, suferind mari pierderi.

## Monumente
- Acoperișul Auriu (Goldenes Dachl)
- Castelul Hofburg din Innsbruck, fostă reședință a principilor tirolezi
- Domul din Innsbruck
- Hofkirche
- Spitalskirche
- Biserica ursulinelor din Innsbruck

## Geografie
Orașul este mărginit la nord cu lanțul nordic al munților Karwendel și la sud de zona prealpină a lanțului central al muntelui Patscherkofel din Alpii Tuxer. La marginea de vest a orașului se află valea râului Inn care îl desparte de masivul Martinswand.

### Apele din regiune

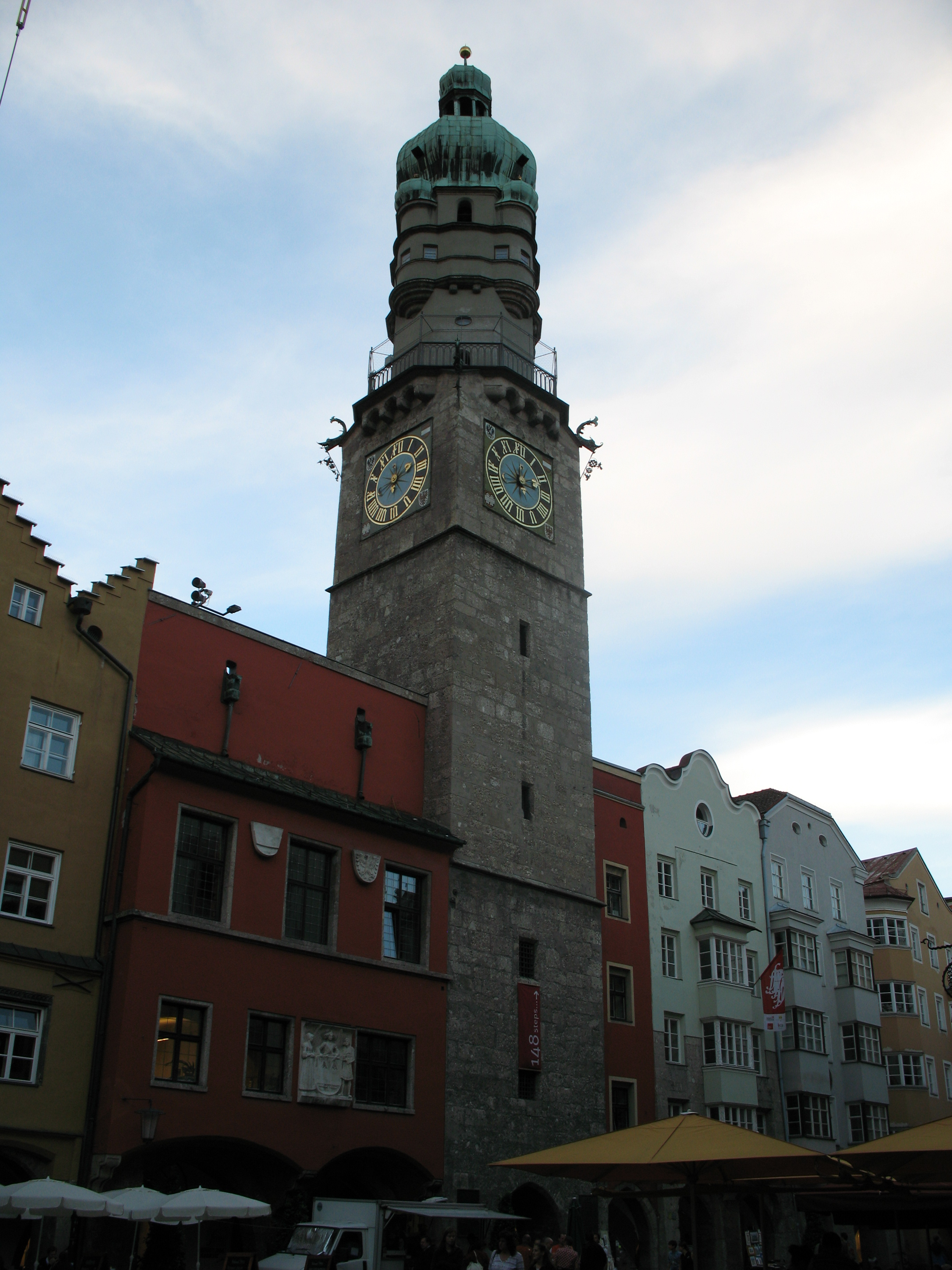
Turnul oraşului

Afluenții Innului din regiunea Insnbruck:
- Geroldsbach de la (Götzens)
- Kranebitter Lohbach cu Gießenbach
- Höttinger Bach
- Fallbach (Innsbruck)
- Weiherburgbach
- Weissbach (Innsbruck)
- Lanser Bach
- Mühlauer Bach
- Sill cu torentul Viller Bach

Lacuri, bălți:
- Baggersee Rossau
- Lanser See
- Lansermoor
- Großer Weiher
- Rapoldi-Weiher

### Localități vecine
| Zirl                      | Scharnitz, Seefeld             | Absam, Thaur, Rum, Hall in Tirol |
| Völs                      |                                | Ampass, Aldrans                  |
| Götzens, Natters, Mutters | Schönberg im Stubaital, Patsch |                                  |
| Lans, Sistrans            |                                |                                  |

## Personalități
- Sigismund Francisc de Austria (1630 - 1665), conducător politic;
- Johann Martin Gumpp cel Bătrân (1643 - 1729), arhitect;
- Leopold, Duce de Lorena (1679 - 1729), conducător politic;
- Diana Budisavljević (1891 - 1978), salvatoare de vieți omenești în timpul celui de-al Doilea Război Mondial;
- Igo Sym (1896 - 1941), actor;
- Otto Neugebauer (1899 - 1990), matematician, astronom;
- Karl Gruber (1909 - 1995), ministru de externe;
- Dietmar Schönherr (1926 - 2014), actor;
- Alice Tumler (n. 1978), prezentatoare TV;
- Mirjam Weichselbraun (n. 1981), actriță;
- Andreas Kofler (n. 1984), schior, campion olimpic